# سياسة الكويت
السياسة الكويتية أو الوضع السياسي في الكويت تعتبر دولة الكويت بحسب الدستور الكويتي إمارة وراثية يحكمها أمير من ذرية الشيخ مبارك الصباح وهي تتبع نظام برلماني دستوري ملكي. يعتبر الأمير السلطة الأعلى في الحكومة الكويتية. كما يدعو الدستور الكويتي - الذي أقر في 11 نوفمبر 1962- إلى انتخابات عامة لمجلس أحادي وهو مجلس الأمة الكويتي.

## السلطات العامة

### السلطة التنفيذية

#### الأمير
لدى الأمير سلطات مقرة في الدستور منذ عام 1962، ويعين الأمير رئيس مجلس الوزراء ويستطيع أن يحل مجلس الأمة الكويتي وسن القوانين وإعادة القوانين إلى مجلس الأمة الكويتي لكي تناقش مرة أخرى وتعيين القادة العسكريين، ووفقا للدستور الكويتي فإن ذات الأمير مصونة لاتمس.
وبعد وفاة أي أمير، تنتقل السلطات إلى ولي العهد، وبعدها يقوم الأمير الجديد بتعيين ولي عهد، ويجب بأن تتم الموافقة عليه من قبل الأغلبية في مجلس الأمة الكويتي، وإذا فشل ولي العهد الجديد في أن يفوز بثقة مجلس الأمة الكويتي فإن الأمير يقوم بترشيح ثلاثة أفراد من ذرية مبارك الصباح ويبايع مجلس الأمة الكويتي احدهم ليكون ولي العهد الجديد.

#### الحكومة
يعطي الدستور الحق للأمير بتعيين رئيس لمجلس الوزراء، الذي يقوم بتعيين الوزراء في حكومته، ولا تحتاج الحكومة الجديدة إلى التصويت عليها من قبل مجلس الأمة الكويتي بل تكفي موافقة الأمير. كانت رئاسة مجلس الوزراء في السابق دائما ما تكون بيد ولي العهد، ولكن ذلك تغير في 13 يوليو 2003 عندما تنازل الشيخ سعد العبد الله الصباح عن رئاسة الوزراء إلى الشيخ صباح الأحمد الصباح.
ويجب أن يكون أحد أعضاء الحكومة من الأشخاص الذين تم انتخابهم في مجلس الأمة الكويتي، وفي تشكيلة الوزراء في عام 1992، ضمت الوزارة 6 من من تم انتخابهم. جميع أعضاء الحكومة المنتخبين وغير المنتخبين لديهم مقعد في مجلس الأمة، ويجب أن يكون عدد أعضاء الحكومة لا يزيد عن ثلث أعضاء مجلس الأمة.

#### رئيس الوزراء
لرئيس الوزراء دور مهم في النظام الدستوري الكويتي، وهو دور مؤثر لأنه يرأس الجهاز التنفيذي بعد الأمير، وتكمن أهمية منصبه فيما يأتي:
1. يقوم بترشيح الوزراء.
2. يقوم بتحقيق التنسيق والانسجام بين الوزارات في عملها على مختلف الأصعدة.
3. يرأس جلسات مجلس الوزراء ويدير المناقشات فيها.
4. هو المتحدث باسم الحكومة.

### السلطة التشريعية

#### مجلس الأمة
لدى مجلس الأمة 65 عضو، 50 عضو منهم منتخبين لفترة تستمر لأربعة سنوات، ويكون الوزراء في الحكومة أعضاء في البرلمان، وبالرغم من أن الأمير لديه الأمر الأخير في جميع قضايا الدولة، إلا أن مجلس الأمة لديه سلطة كبيرة في صنع القرار، ومنها البدء في التشريعات وإستجواب الوزراء وطرح الثقة في الوزراء، فعلى سبيل المثال، في مايو 1999 أقر الأمير عدد من القرارات مثل إعطاء المرأة الحقوق السياسية ومزيد من التحرر التجاري وإعطاء الجنسية لمن يستحق، ولكن البرلمان عندما عاد رفض جميع تلك القرارات.

#### الأحزاب السياسية والانتخابات
يقول دستور الكويت بأن الانتخابات يجب أن تكون كل أربعة سنوات، ويحق لجميع الكويتيون من من هم فوق سنة ال21 سنة التصويت في الانتخابات، ولكن يجب أن يتجاوزوا شرطين، الأول هو يجب أن لا يكونوا عسكريين والثاني أن يكون مواطن من عشرين سنة، أي أن يكون حاصل على الجنسية من عشرين سنة، في 16 مايو 2006 أقر قانون بإعطاء المرأة الحق في التصويت والترشح، وفي عام 1996 تم إعطاء المتجنسين الحق في التصويت، ولكن يجب عليهم بأن يكونوا متجنسين منذ 30 سنة.
لا توجد بدولة الكويت الأحزاب السياسية حيث أن الدستور الكويتي لا يقر بها بمواد الدستور، فالمادة 43 من الدستور الكويتي والتي تنص: (حرية تكوين الجمعيات والنقابات على أسس وطنية وبوسائل سلمية مكفولة وفقا للشروط والأوضاع التي يبينها القانون، ولا يجوز إجبار أحد على الانضمام إلى أي جمعية أو نقابة.). وتنص المذكرة التفسيرية لهذه المادة وقد تضمنت المذكرة التفسيرية للمادة (43) كل ما نصه يقول: (حرية تكوين الجمعيات والنقابات دون النص على الهيئات التي تشمل في مدلولها العام بصفة خاصة الأحزاب السياسية وذلك حتى لا يتضمن النص الدستوري الإلزام باباحة إنشاء هذه الأحزاب وعليه فالنص الدستوري المذكور لا يلزم بحرية الأحزاب ولا يحظرها وإنما يفوض الأمر للمشرع العادي دون أن يأمره في هذا الشأن أو ينهاه).
ولهذا لا توجد أحزاب في الكويت، ولكن توجد تكتلات في البرلمان مثل المنبر الديمقراطي الذي يضم الليبراليين، وتجمع السلف، وتجمع الحركة الدستورية الإسلامية (حدس)، وهناك كتل برلمانية، وهي التكتل الشعبي والكتلة الإسلامية والتكتل الليبرالي.

### السلطة القضائية
تعتبر السلطة القضائية في الكويت سلطة حرة، وهي تتكون من مجلس القضاء الأعلى والمحاكم بكافة درجاتها، وفي كل محافظة توجد فروع تابعه لقصر العدل.

## السياسة الخارجية
تتسم السياسة الخارجية الكويتية بالاعتدال والحياد، وهي عضو في مجلس التعاون الخليجي وشريك في حلف درع الجزيرة وأحد أعضاء الجامعة العربية وهيئة الأمم المتحدة. وللكويت تمثيل دبلوماسي متبادل مع معظم دول العالم عدا إسرائيل. علاقة الكويت المضطربة مع العراق شكلت جوهر سياسته الخارجية من بداية الاستقلال ومشكلة عبد الكريم قاسم. ظهرت لأول مرة مشكلة رئيسية في السياسة الخارجية لها عندما ادعى العراق امتلاكه للأراضي الكويتية. ولكن ذلك لم يثن الكويت عن طلب المساعدة من المملكة المتحدة ردا على الادعائات العراقية. وقدمت الكويت قضيتها أمام الأمم المتحدة محاولة منها للحفاظ على سيادتها.انسحبت القوات البريطانية في وقت لاحق وحلت محلها قوات من جامعة الدول العربية، التي تم سحبها في عام 1963 بناء على طلب الكويت.

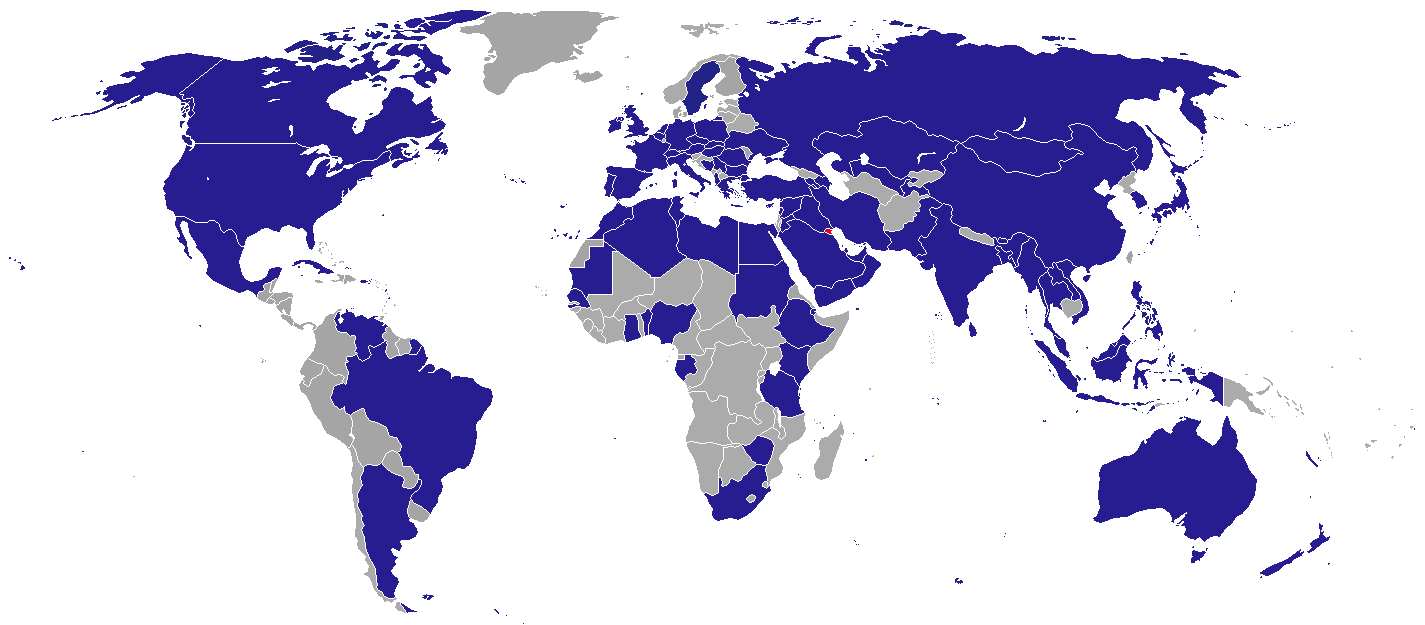
موقع البعثات الدبلوماسية للكويت:
الكويت
سفارة

في 2 أغسطس 1990، غزت العراق الكويت مما زاد من حدة التوتر بين هاتين الدولتين وقطع العلاقات لفترة تفوق العشرين عاما. وإلى حد كبير من خلال جهود الشيخ جابر الأحمد الصباح امير الكويت السابق الذي كان له دور أساسي في الحصول على مساعدة من الولايات المتحدة، تم تجميع ائتلاف متعدد الجنسيات، تحت رعاية الأمم المتحدة، بدأ العمل العسكري ضد العراق لتحرير الكويت. بعض الدول العربية، وخاصة الخمس أعضاء الآخرين في مجلس التعاون الخليجي (المملكة العربية السعودية، البحرين، قطر، سلطنة عمان، والإمارات العربية المتحدة)، ومصر، وسوريا، بدعم الكويت من خلال إرسال قوات للقتال مع التحالف. كذلك أرسلت العديد من الدول الأوروبية وشرق آسيا القوات والمعدات، والدعم المالي.
بعد التحرير، وجهت الكويت إلى حد كبير الجهود الدبلوماسية والتعاونية تجاه الدول التي شاركت في التحالف متعدد الجنسيات. والجدير بالذكر أنها أعطت الكثير من هذه الدول دورا رئيسيا في إعادة اعمار الكويت. وعلى العكس، العلاقات الكويتية مع الدول التي دعمت العراق، من بينها الأردن، السودان، اليمن، وكوبا، قد ثبت أن العلاقات إما متوترة أو غير موجودة.
منذ انتهاء حرب الخليج الثانية، عملت الكويت جاهدة لتأمين حلفاء في جميع أنحاء العالم، ولا سيما مجلس الأمن التابع للأمم المتحدة. بالإضافة إلى الولايات المتحدة، وقد أبرمت الترتيبات الدفاعية مع المملكة المتحدة، روسيا، وفرنسا. وأيضا لحق بها - علاقات وثيقة مع غيرها من الدول العربية من الأعضاء الرئيسية في ائتلاف حرب الخليج مثل - مصر وسوريا. وقد هيمنت على السياسة الخارجية الكويتية لبعض الوقت الاعتماد الاقتصادي على النفط والغاز الطبيعي. فإن الكويت كدولة نامية، مختلف اقتصاداتها غير كافية لدعم مستقل عليها. ونتيجة لذلك، وجهت الكويت اهتماما كبيرا نحو النفط أو الغاز الطبيعي. مع اندلاع الحرب على العراق، اتخذت الكويت الموالية للولايات المتحدة بقوة موقف، حيث انها كانت منصة الانطلاق للجيش. مع التأكيد بصفة خاصة على مراقبة الحدود بشكل صارم وجود كاف للقوات الأمريكية فيها.
الكويت هي عضو في الامم المتحدة وبعض وكالاتها المتخصصة وذات الصلة، بما في ذلك البنك الدولي (IBRD)، صندوق النقد الدولي (IMF)، منظمة التجارة العالمية (WTO)، الاتفاق العام بشأن التعريفات الجمركية والتجارة (GATT)؛ بنك التنمية الأفريقي (مصرف التنمية الأفريقي)، الصندوق العربي للإنماء الاقتصادي والاجتماعي (الصندوق العربي)، جامعة الدول العربية، الإمارات العربية صندوق النقد (AMF)، مجلس الوحدة الاقتصادية العربية (مجلس الوحدة الاقتصادية العربية)، اللجنة الاقتصادية والاجتماعية لغربي آسيا (الإسكوا)، مجموعة ال 77 (G-77)، مجلس التعاون الخليجي (مجلس التعاون الخليجي)، إنمارسات، جمعية التنمية الدولية (IDA)، مؤسسة التمويل الدولية، صندوق الدولي للتنمية الزراعية، منظمة العمل الدولية (ILO)، منظمة البحرية الدولية، الانتربول، اللجنة الأولمبية الدولية، البنك الإسلامي للتنمية (IDB)، جامعة الصليب الأحمر والهلال الأحمر الهلال (LORCS)، حركة عدم الانحياز، منظمة البلدان العربية المصدرة للنفط (أوابك)، منظمة التعاون الإسلامي (منظمة المؤتمر الإسلامي)، منظمة البلدان المصدرة للبترول (أوبك)، والوكالة الدولية للطاقة الذرية (IAEA).